# Arrondissements de la Drôme

Les trois arrondissements de la Drôme en région Auvergne-Rhône-Alpes, en 2017.

Le département de la Drôme comprend trois arrondissements.

## Composition
| Nom                       | Code Insee | Superficie (km2) | Population (dernière pop. légale) | Densité (hab./km2) | Modifier             |
| ------------------------- | ---------- | ---------------- | --------------------------------- | ------------------ | -------------------- |
| Arrondissement de Die     | 261        | 2 535,60         | 68 965 (2022)                     | 27                 | modifier les données |
| Arrondissement de Nyons   | 262        | 2 478,10         | 153 056 (2022)                    | 62                 | modifier les données |
| Arrondissement de Valence | 263        | 1 516,30         | 299 411 (2022)                    | 197                | modifier les données |
| Drôme                     | 26         | 6 530,00         | 521 432 (2022)                    | 80                 | modifier les données |

## Histoire
- 1790 : création du département de la Drôme avec sept districts : Buis, Crest, Die, Montélimar, Orange, Romans, Valence.
- 1790 : le district de Buis devient celui de Nyons.
- 1792 : ancienne possession pontificale du Comtat Venaissin, création du district de Carpentras rattaché à la Drôme.
- 1793 : création du nouveau département de Vaucluse auquel est transféré le district de Carpentras.
- 1800 : création des arrondissements : Die, Montélimar, Nyons, Valence.
- 1926 : suppression de l'arrondissement de Montélimar.
- 2006 : les cantons de Dieulefit, Marsanne, Montélimar-1 et Montélimar-2 sont transférés de l'arrondissement de Valence à celui de Nyons.
- 2017 : modification des limites d'arrondissements[1].